# Tscherwen

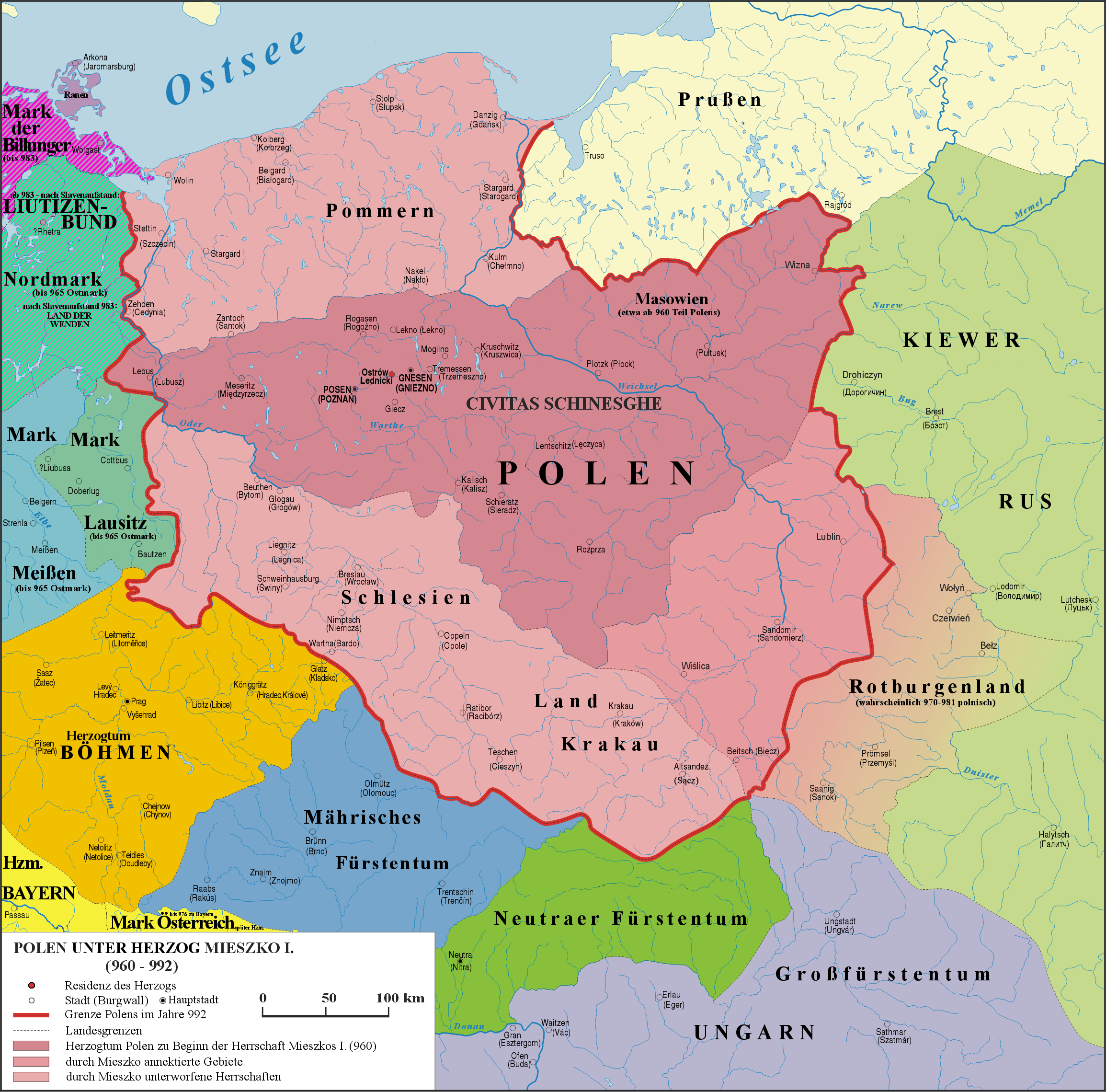
Das Tscherwener Burgenland (hier „Rotburgenland“) (orange), zwischen den mächtigen Reichen des Herzogtum Polen und der Kiewer Rus im 10. Jahrhundert

Tscherwen (altostslawisch Червенъ, polnisch Czerwień) war eine slawische Burg westlich des Westlichen Bugs im äußersten Osten des heutigen Polen. Sie war Mittelpunkt des nach ihr benannten Tscherwener Burgenlandes.

## Lage
Die ehemalige Burganlage befindet sich im äußersten Südosten Polens an einem Nebenfluss der Sieniocha (die wiederum ein Nebenfluss der Huczwa ist), rund einen Kilometer südöstlich des Dorfes Czermno in der Gmina Tyszowce im Powiat Tomaszowski in der polnischen Woiwodschaft Lublin.

## Geschichte
Die Burg wurde erstmals im Jahre 981 erwähnt. Damals eroberte der Kiewer Fürst Wladimir I. die ljachischen Burgen Tscherwen und Przemyśl. 1018 werden die Tscherwenischen Burgen (grady tscherwenskie) vom polnischen Herzog Bolesław Chrobry erobert. 1031 erwirbt der Kiewer Fürst Jaroslaw der Weise die Burgen wieder.
Die Burg wird häufiger erwähnt, allerdings gibt es keine schriftlichen Nachrichten über Aussehen, Funktion oder Vorgeschichte der Burg. 1225 wird sie als Hauptburg  des Tscherwener Burgen(landes) bezeichnet.
1240 wird sie von den Reiterheeren der Goldenen Horde erobert. 1289 wird sie letztmals erwähnt, danach verlieren sich die Spuren völlig.

## Archäologische Funde
Lange war nicht klar, wo sich die Burg befunden hatte. Der polnische Gelehrte Adam Czarnocki hatte 1824 erstmals auf die Lage bei Czermno hingewiesen, es gab aber auch die Möglichkeit des sprachlich weniger veränderten Czerwienow (Powiat Chełmski), nur wenige Kilometer nördlich, oder der alten Burg Tscherwenograd, im damaligen Tarnopoler Kreis des Kronlandes Galizien (heute die ukrainische Oblast Ternopil).
1952, 1976 bis 1979 und 1997 fanden Ausgrabungen statt. Dabei wurden die Burg mit Vorburg, ein Siedlungskomplex von etwa 100 ha freigelegt. Es fanden sich insgesamt drei Begräbnisfelder, Hinweise auf eine hölzerne Brücke über die Huczwa sowie zahlreiche aufschlussreiche Funde.